# Schachtisch

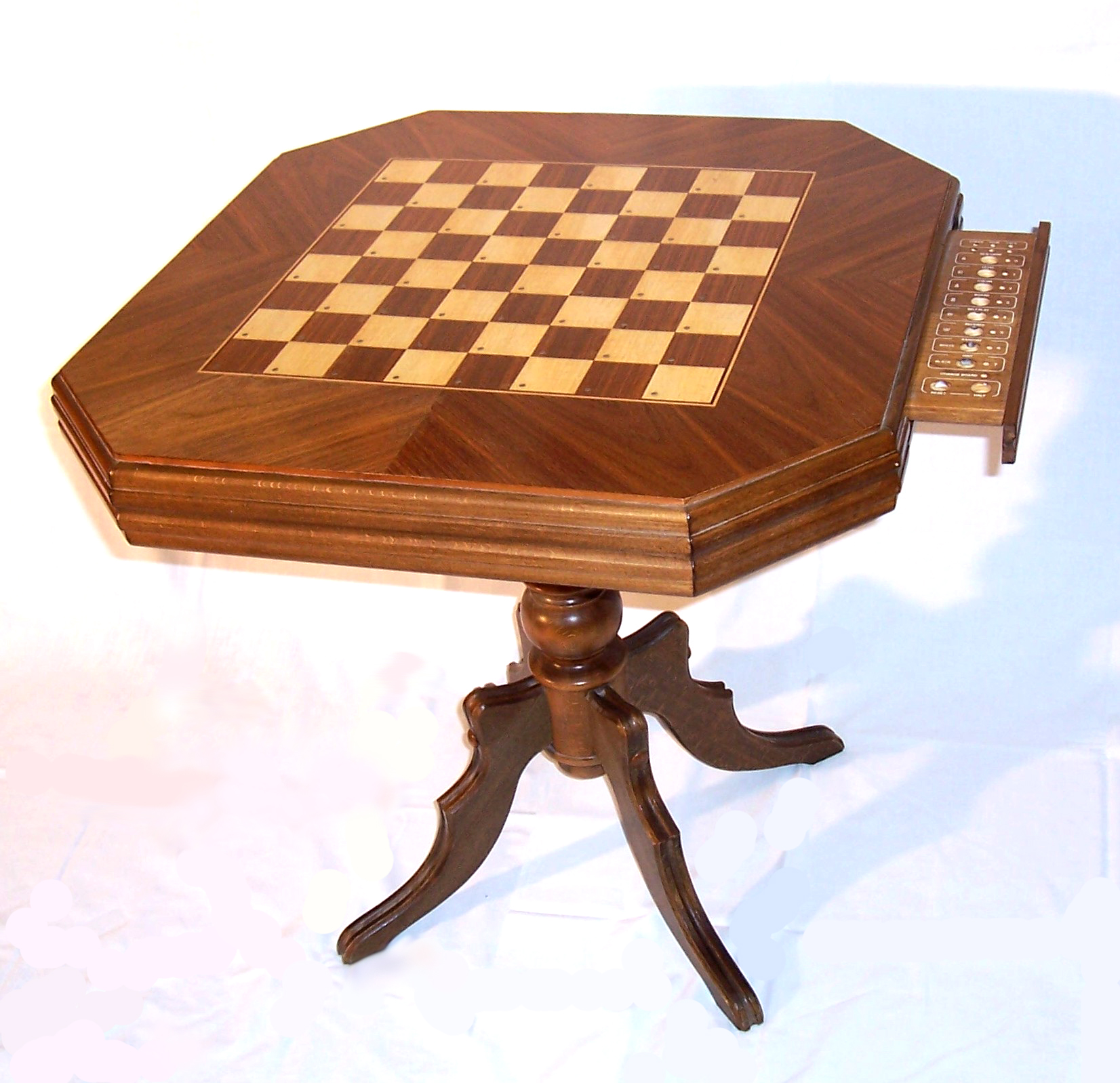
Schachcomputertisch CMT

Schachtische sind meistens kleine Beistelltische, auf oder in deren Tischplatte, die eckig wie rund sein kann, ein Schachbrett eingearbeitet ist. Dieses ist entweder eine Einlegearbeit in das Holz oder besteht aus 64 zweifarbigen Fliesen, die jeweils abwechselnd im Schachbrettmuster verlegt sind. Das Material des Tisches ist klassischerweise Holz (Mahagoni, Ramin, Eiche, Walnuss), kann aber auch aus Kunststoff oder Metall sein. Oft besitzen Schachtische Schubladen, in denen die dazugehörigen Figuren gelagert werden können.

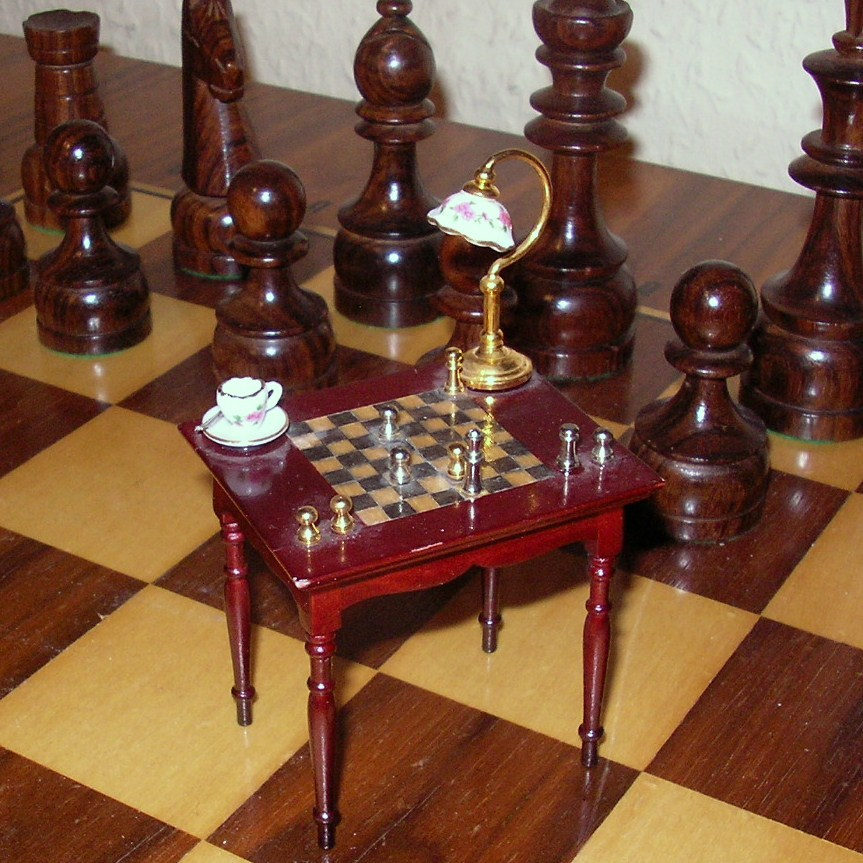
Miniatur Biedermeier Schachtisch

Ursprünglich stammt der Schachtisch aus dem Orient. Zur Zeit der Aufklärung und des Barock vertrieben sich die orientalischen Herrscher ihre Zeit mit Schachspielen. Später entwickelten sich dann für die normale Bevölkerungsschicht die erheblich billigeren und platzsparenderen Schachbretter.
In der DDR wurde für den Export in westliche Länder der Schachcomputertisch CMT entwickelt.